# Desensybilizatory optyczne
Desensybilizatory optyczne – związki chemiczne (barwniki), które obniżają światłoczułość materiału fotograficznego części sensybilizowanej nie niszcząc obrazu. 